# 第一可算的空間
数学の位相空間論において、第一可算空間（だいいちかさんくうかん、英: first-countable space）とは、"第一可算公理"を満たす位相空間のこと。位相空間 X が第一可算公理を満たすとは「各点 x が高々可算な近傍からなる基本近傍系（局所基）をもつこと」を指す。すなわちx の可算個の開近傍 U1, U2, …で以下の性質を満たすものが存在するということである：x の任意の近傍 V に対しある{\displaystyle i\in \mathbb {N} } が存在し、Vは Uiを部分集合として含む。

## 例と反例
普通に使われる空間のほとんどは第一可算的である。特に、距離空間はすべて第一可算的である。というのは、各点 x に対し、それを中心とする半径 1/n (n は正の整数) の開球の系列は x の可算な基本近傍系となっている。
第一可算的でない空間の例として、補有限位相を入れた (実数直線などの) 非可算集合がある。
別の反例としては順序数空間 ω1+1 = [0, ω1] がある。ここで ω1 は最小の非可算順序数である。
点 ω1 は [0, ω1) の極限点であるが、そのどんな可算点列を持ってきても ω1 を極限としては持てない。特に、
ω1+1 = [0, ω1] の点である ω1 は可算な基本近傍系を持てない。部分空間である ω1 = [0, ω1) は第一可算的である。
商位相空間 R/N （実数直線上の自然数全体を一つの点と見なした空間）は第一可算的でない。しかしながら、この空間には「任意の部分集合 A とその閉包の任意の点 x に対し、A の点列で x に収束するものがある」という性質がある。このような性質をもつ空間をフレシェ・ウリゾーン空間という。

## 性質
第一可算的空間の最も重要な性質の一つが、閉集合と開集合を点列の収束で特徴づけられる事 （すなわち列型空間であること） がある。
さらに第一可算的空間では部分集合 A の閉包に点 x が属することの必要十分条件は、A の点列 {xn} で x に収束するものがあること（すなわちフレシェ・ウリゾーン空間であること）である。
特に、f を第一可算的空間の上の写像とすると、f が x で極限値 L をもつことと、x に収束する点列 {xn} ですべての n に対して x ≠ xn であるようなものをどのようにとっても点列 {f(xn)} が L に収束することとは同値である。また、第一可算空間上の写像 f が連続となるのは、xn → x なるとき常に f(xn) → f(x) が成り立つ場合に限る。
T1を満たす第一可算的空間では点列コンパクト性と可算コンパクト性は同値である。しかしながら、点列コンパクトな第一可算的空間でコンパクトでない例はある (それは距離空間でない必要がある)。そのような空間の例として順序数空間 ω1 = [0, ω1) がある。第一可算的空間はコンパクト生成空間である。
第一可算的空間の部分空間は第一可算的である。第一可算的空間の可算個の直積は第一可算的であるが、非可算個の積については必ずしもそうならない。